# عباس أباد (باقران)
عباس أباد (بالفارسية: عباس‌آباد) هي مستوطنة تقع في إيران في قسم باقران الريفي. يقدر عدد سكانها بـ 23 نسمة .